# Valkjärvi (sjö i Finland, Södra Karelen)
Valkjärvi är en sjö i Finland. Den ligger i kommunen Villmanstrand i landskapet Södra Karelen, i den södra delen av landet, 190 km öster om huvudstaden Helsingfors. Valkjärvi ligger 47 meter över havet. Den ligger vid sjön Ozero Pukalusyarvi. I omgivningarna runt Valkjärvi växer i huvudsak barrskog. Arean är 30,2 hektar och strandlinjen är 2,63 kilometer lång. Sjön  ingår i Vilajokis huvudavrinningsområde. 